# Anja - Real Love Girl
Anja - Real Love Girl, reso graficamente come Anja - Real_Love_Girl, è un film del 2020 diretto da Paolo Martini e Pablo Benedetti. È stato presentato in anteprima nella sezione Panorama al Lucca Film Festival.

## Trama
Schiacciato da una vita apatica e licenziato dal suo datore di lavoro, Andrej Golubev trascorre la sua inerte esistenza senza amici né donne, dedicandosi esclusivamente alla visione di filmati pornografici. Durante un’esperienza di realtà virtuale girlfriend experience fa la “conoscenza” di Anja, la giovane e bella ragazza russa protagonista del filmato. Ma in quel video c’è qualcosa di inquietante, e quando Andrej, incontrandola casualmente nella vita reale, si trova invischiato in un losco giro di malavita russa si rende conto che nessuno - e forse nemmeno lui - sono ciò che sembrano.

## Produzione
Anja - Real Love Girl è stato girato prevalentemente a Firenze, con alcune location a Carrara, Massa, Parco naturale di Migliarino, San Rossore, Massaciuccoli e Isola d’Elba. Prodotto da Encom21, 011films e LaLuz Films.

## Distribuzione
Il film è stato mostrato in anteprima il 1º ottobre 2020 al Lucca Film Festival. Il 2 ottobre è uscito in demand distribuito da CG Entertainment, mentre il 3 novembre è uscito sulla piattaforma Amazon Prime Video. Successivamente è stato distribuito sulle piattaforme Infinity TV e Chili. In occasione del New Italian Cinema Events è uscito in Russia l'8 aprile 2021. Il 23 novembre 2022 è uscito sulla piattaforma Netflix in Italia e Europa

## Critica
Anja - Real Love Girl ha ottenuto principalmente recensioni positive: sono state lodate la regia, l’originalità della storia, la colonna sonora, l’atmosfera e l'ambientazione, l'interpretazione del protagonista, la fotografia, mentre è stata oggetto di alcune critiche qualche caduta recitativa e l'eccessiva complicatezza di taluni elementi nella seconda parte del film.
Su MyMovies Giancarlo Zappoli gli assegna un punteggio di tre stelle e mezzo su cinque scrivendo: «Martini e Benedetti si misurano con un soggetto e una sceneggiatura piuttosto inusuali nel panorama del cinema italiano per lo spessore narrativo che li contraddistingue nonché per le variazioni di genere che affrontano.»; loda altresì la direzione degli attori e l’interpretazione del protagonista «Questo mostra come i due siano anche abili direttori di attori e, in particolare di Roberto Caccavo che regge con maestria un’infinità di primi e primissimi piani.».
Anche Matteo Vergani, su Nocturno, dà il punteggio di tre stelle e mezzo su cinque scrivendo: «Una fotografia decisamente suggestiva e una recitazione sorprendentemente azzeccata – in particolare quella di Caccavo, perfettamente in parte nella sua minimalista espressività quasi lynchana – riescono a tenere sotto controllo un budget a dir poco risicato, il quale tuttavia viene abbondantemente compensato da un’ottima sceneggiatura capace di richiamare tanto il Melville dei bei tempi andati quanto il Garrone dei mafiosi intrallazzi di casa nostra. Il tutto con uno spirito così lucido e onesto che, al di là di un ottimo colpo di scena finale, appare impossibile non riuscire ad appassionarsi a un oscuro dramma metropolitano di così rara sensibilità.»
Su Movieplayer Valentina D'Amico promuove il film con 3 stelle su 5 e scrive: «Al di là della confezione volutamente cupa, a tratti perfino opprimente, e del mood amplificato dalle musiche di Silvia Nair, che fa uso massiccio della lirica legandola alla memoria del passato di Andrej, quando crediamo di aver intuito il senso di Anja - Real_Love_Girl, ecco che la trama rimescola le carte in tavola stimolandoci a porci nuove domande e a guardare sotto una luce diversa l'intera vicenda.»
Salvatore Trapani, su Denouement, sottolinea come la storia apra un interessante resoconto su una questione sociale importante: l’immigrazione della criminalità e lo sfruttamento di quella femminile da paesi politicamente in rotta con i diritti civili.
Mauro Gervasini, su FilmTv, lo definisce «Curioso film, sicuramente originale». mentre Angelo Pizzuto, su Sipario, ne sottolinea le qualità filmiche, la cura dei dettagli della trama e il cast.

## Promozione
Il 25 settembre 2020 è stato diffuso online il primo trailer del film. Nel 2021 è stato in concorso alla 66ª edizione dei David di Donatello